# 萨米埃尔·吉拉尔
萨米埃尔·吉拉尔（法語：Samuel Girard，1996年6月29日—）生于魁北克省，是一名加拿大男子短道速滑运动员。他四岁时开始练习短道速滑。2014年，他加入加拿大国家队。同年，他获得由加拿大速度滑冰协会（Speed Skating Canada）颁发的短道速滑年度最佳新星奖。2017年，他又获得年度最佳短道速滑运动员奖。他在2016年世锦赛斩获两枚银牌后被加拿大媒体视为夏尔·阿默兰的后继者，对此他表示：“我不是第二个夏尔·阿默兰。我还会是萨米埃尔·吉拉尔，这也会是我的职业生涯。我想做到他所做到的，和他并肩作战确实鼓舞了我。”
2019年5月下旬，吉拉尔和比他大6岁的女友卡桑德拉·布拉德特共同宣布退役。